# 오스카르 1세
오스카르 1세(스웨덴어: Oscar I, 노르웨이어: Oscar I, 1799년 7월 4일~1859년 7월 8일)는 스웨덴과 노르웨이의 국왕(재위: 1844년 10월 10일~1859년 10월 10일)이다. 본명은 조제프 프랑수아 오스카르 베르나도트(프랑스어: Joseph François Oscar Bernadotte)이다.

## 생애
그는 1810년 스웨덴의 왕세자가 된 칼 14세 요한(장바티스트 쥘 베르나도트)를 따라서 스웨덴으로 왔으며, 칼 13세는 그에게 쇠데르만란드 공작 작위를 내렸다. 아버지가 즉위한 1818년부터는 노르웨이 총독이 되었으며, 1823년에 로이히텐베르크의 조제핀과 혼인하였다. 1844년 아버지가 사망하자 스웨덴 왕과 노르웨이 왕으로 즉위한다. 그는 재위기간 중 양성평등법을 도입하고, 의무교육을 실행하는 등 진보적인 개혁을 이루어내었다. 그는 1859년 사망하였다.

## 자식
오스카르 1세는 왕비 로이히텐베르크의 요세피나과의 사이에서 4남 1녀를 두었다.
- 칼 15세 (1826-1872)
- 우플란드 공작 구스타프 (1827-1852)
- 오스카르 2세 (1829-1907)
- 유셰니 공주 (1830-1889)
- 달라르나 공작 아우구스트 (1831-1873)